# Blumenhagen
Blumenhagen é um município da Alemanha localizado no distrito de Uecker-Randow, estado de Mecklemburgo-Pomerânia Ocidental.
Pertence ao Amt de Uecker-Randow-Tal.